# Tuorla observatorium
Tuorla observatorium är Åbo universitetsobservatorium i Tuorla by i S:t Karins kommun i Finland, cirka tolv kilometer öster om Åbo. Det är det största astronomiska forskningsinstitutet i Finland. Ett fyrtiotal forskare och studenter arbetar eller studerar vid institutionen. 
Inom observatieområdet verkar också det finländska företaget Opteon Oy, ett företag inom precisionsoptik. Här finns också Tuorla planetarium.

## Historik
Tuorla observatorium grundades 1952 av professor Yrjö Väisälä. Ett nytt observatorium var nödvändigt eftersom det gamla Iso-Heikkilä observatoriet i utkanten av centrala Åbo började drabbas av tilltagande ljusstörningar från staden och industriområden till söder om observatoriet. En ny plats hittades i Tuorla, en by i S:t Karins kommun.
Observatoriet omfattade till en början en huvudbyggnad och en 51 meter lång tunnel för optisk forskning. På grund av institutionens växande storlek byggdes nya delar till 1989 och 2002. Under perioden 1974-1991 var observatoriet en del av Åbo universitets fysiska institution. Därefter blev det ett självständigt forskningsinstitut vid universitetet. Under 2009 återförenades observatoriet med institutionen för fysik och är ett av de sju laboratorierna vid Institutionen för fysik och astronomi. Observatoriet har flera teleskop placerade runt sina huvudbyggnader.

## Forskningsområden
Det huvudsakliga forskningsområdet, som ungefär hälften av forskarna i Tuorla arbetar med, är aktiva galaktiska kärnor. Andra områden är mörk materia, kosmologi, astrodynamik, binära stjärnor, solkvarter, solfysik och astrobiologi. Det optiska laboratoriet Opteon producerar högkvalitativ optik för teleskop.